# Ione arenio

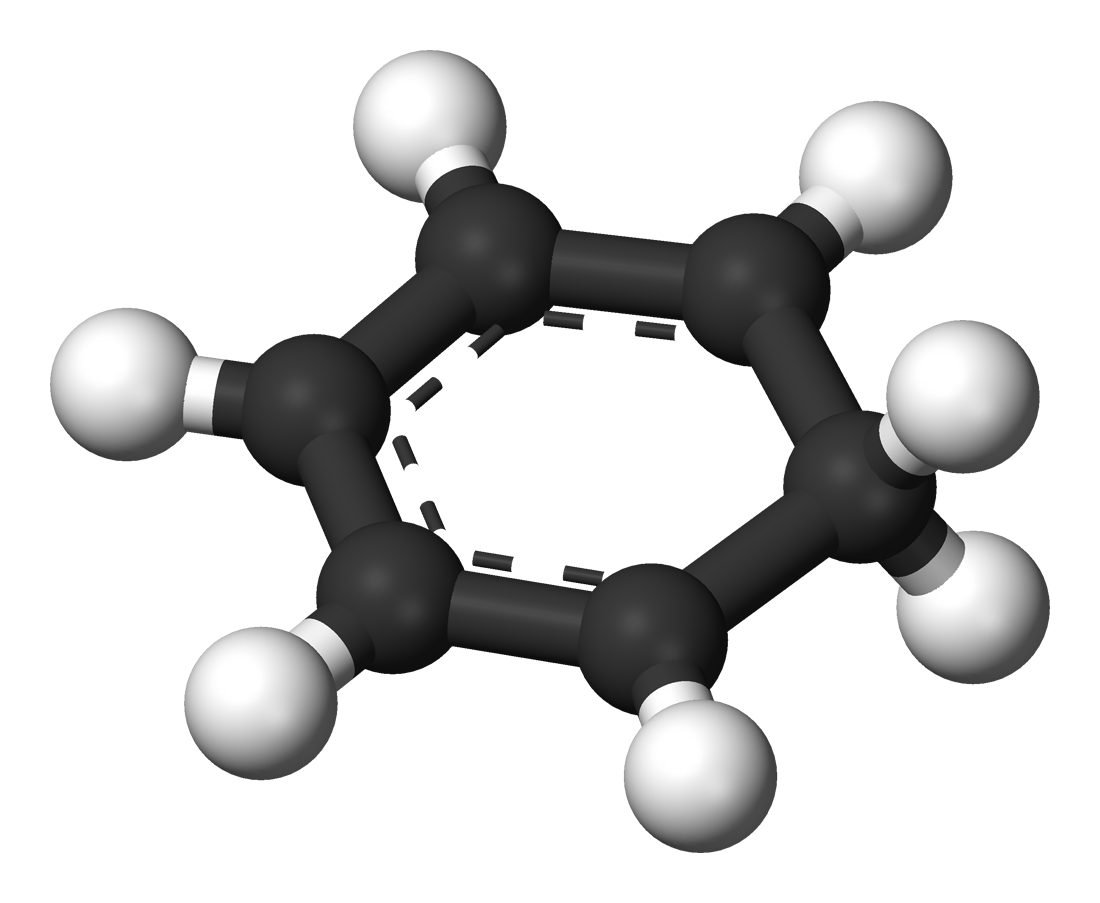
Modello tridimensionale dello ione arenio

Uno ione arenio in chimica organica è un catione cicloesadienile che compare come intermedio di reazione in una sostituzione elettrofila aromatica. Per ragioni storiche questo complesso viene anche chiamato intermedio di Wheland (da George Willard Wheland) o complesso sigma o complesso-σ o catione benzenonio
Due atomi di idrogeno legati ad un atomo di carbonio giacciono in un piano perpendicolare a quello dell'anello benzenico. Lo ione arenio non è più una specie aromatica, è tuttavia relativamente stabile a causa della delocalizzazione per risonanza: la carica positiva viene delocalizzata su 5 atomi di carbonio attraverso il sistema π, come si vede nelle seguenti strutture di risonanza:
Un ulteriore contributo alla stabilità dello ione arenio è il guadagno energetico che risulta dal forte legame tra il benzene e l'elettrofilo complessato.
Lo ione arenio più piccolo è il benzene protonato C6H7+. Lo ione benzenio può essere isolato come composto stabile quando il benzene viene protonato dal carborano superacido H(CB11H(CH3)5Br6). Il sale benzenio è cristallino e termicamente stabile fino a 150 °C. Le lunghezze di legame ricavate dalla cristallografia a raggi X sono consistenti con la struttura di un catione cicloesadienile.
Esistono diversi metodi per la generazione di uno ione arenio stabile. In uno studio uno ione metilen-arenio è stabilizzato dalla complessazione con un metallo:
In questa sequenza di reazione il complesso di partenza R-Pd(II)-Br 1 stabilizzato dal TMEDA viene ossidato dal dtpp al complesso metallico 2. L'attacco elettrofilo del metiltriflato forma lo ione metilen-arenio 3 con una carica positiva localizzata sulla posizione aromatica para (basato su cristallografia a raggi X) e con il gruppo metilenico posizionato 6º fuori dal piano dell'anello. La reazione con acqua e poi con trietilammina idrolizza il gruppo etereo.